# Stipa rupestris
Stipa rupestris är en gräsart som beskrevs av Rodolfo Amando Philippi. Stipa rupestris ingår i släktet fjädergrässläktet, och familjen gräs. Inga underarter finns listade i Catalogue of Life.